# Sopar de Burns

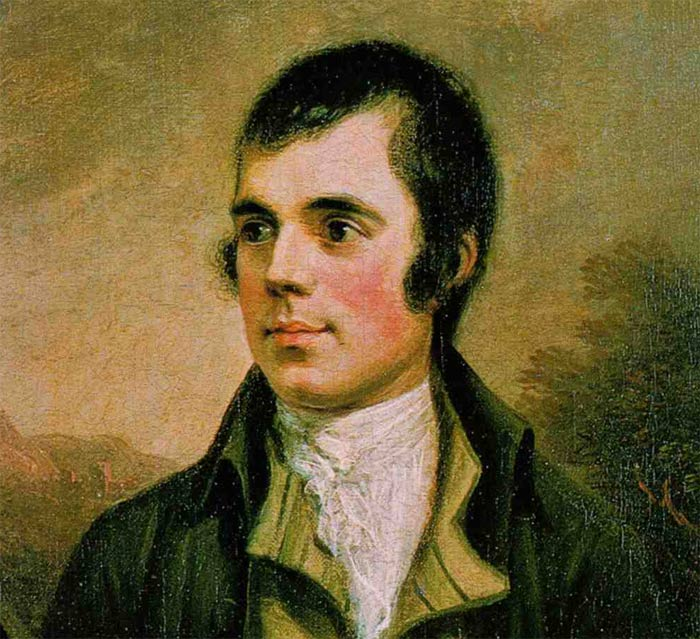
Robert Burns

El sopar de Burns (en anglès, Burns supper, o en scots, Burns Nicht) és una festa que se celebra, a Escòcia i Irlanda del Nord, cada 25 de gener per a commemorar el naixement de l'escriptor escocès més venerat, el poeta del segle xviii Robert Burns. Se celebra a la nit, ja que no és un dia festiu. És tradició fer sonar la gaita, llegir poemes, beure whisky i menjar el producte nacional, una mena de botifarró de civada i carn (de xai o de cérvol) anomenat haggis. De primer plat és típic menjar una sopa d'eglefí, un peix blanc, fumat que es diu cullen skink. És, juntament amb el dia de Sant Andreu (patró d'Escòcia), la festa més important del país.
Aquesta festa va començar a celebrar-se ja al segle xviii, primer per a commemorar la seva mort, i més tard es va passar a la data del seu naixement. La celebració pot ser formal o informal, segons la preferència dels qui hi participen. Existeixen també clubs de Burns tant a Escòcia com arreu del món, oberts per escocesos que viuen a altres països.
La roba típica de el sopar de Burns és el kilt.